# Maksim Bobok
Maksim Bobok (in russo Максим Бобок?; 25 ottobre 1974) è uno schermidore russo, specializzato nel fioretto.

## Biografia
Nei campionati europei di scherma ha conquistato una medaglia di argento a Zalaegerszeg nel 2005 nella gara di fioretto a squadre.

## Palmarès
In carriera ha conseguito i seguenti risultati:
- Europei di scherma

Zalaegerszeg 2005: argento nel fioretto a squadre.